# Cứu kéo
Cứu kéo là toàn bộ các biện pháp tổ chức và kỹ thuật nhằm đưa vũ khí, trang bị kỹ thuật hỏng hoặc gặp sự cố (kẹt, sa lầy, sa hố, chìm, rệ, đổ...) ra khỏi vị trí nguy hiểm hay trên đường hành quân ra nơi có khả năng cơ động tiếp (đối với trang bị không bị hỏng) về nơi tập trung (thu hồi), sửa chữa theo quy định; một nội dung của bảo đảm kỹ thuật.
Đối tượng cần cứu kéo gồm: các phương tiện kĩ thuật trang bị cho Quân đội khi gặp nạn, không tự vượt qua được. Có phương tiện cứu kéo chuyên dụng (cẩu, xe dắt) hoặc xe cùng loại kết hợp với lực lượng tại chỗ và phương tiện thông thường (xe, súc vật...). 
Căn cứ vào các đối tượng cứu kéo, độ sa lầy, điều kiện thực tế... để đưa ra các phương pháp cứu kéo khác nhau. Từng chuyên ngành kĩ thuật có các phương pháp cứu kéo cụ thể. Vd: Cứu kéo xe tăng, xe xích tiến hành các phương pháp: tự cứu kéo, sử dụng đầu kéo chuyên dùng, dùng tời của đầu kéo và hệ thống ròng rọc. Áp dụng các phương pháp khác nhau phụ thuộc vào lực kéo cần thiết để cứu kéo, lực kéo của động cơ đầu kéo, khối lượng và độ phức tạp của công tác chuẩn bị cứu kéo, độ sa lầy...
Nội dung chính tổ chức cứu kéo vũ khí, trang bị kỹ thuật: xác định vị trí, tình trạng kỹ thuật của trang bị cần cứu kéo; dự kiến khối lượng công việc, thứ tự hoạt động cứu kéo; chọn đường cứu kéo và vị trí triển khai các phương tiện cứu kéo; chuẩn bị phương tiện cứu kéo, trang bị kỹ thuật cần cứu kéo và thực hành cứu kéo.
Trong chiến đấu phải thực hiện cứu kéo trước những trang bị, phương tiện kĩ thuật trong tầm uy hiếp hỏa lực của địch vào nơi ẩn nấp gần nhất, đường cứu kéo của cấp trên hoặc khu vực sửa chữa của đơn vị và những trang bị quan trọng, không tốn nhiều công sức sửa chữa...
Căn cứ vào nhu cầu cứu kéo vũ khí, trang bị kỹ thuật trong chiến đấu (chiến dịch), cơ quan kỹ thuật trên cơ sở thực lực của bản thân và lực lượng cứu kéo được cấp trên tăng cường, phối thuộc tổ chức ra các lực lượng cứu kéo chuyên trách. Thông thường lực lượng cứu kéo được kết hợp với lực lượng sửa chữa thành phân đội cứu kéo - sửa chữa và bố trí tại các trọng điểm trên đường cơ động, trên hướng chủ yếu của chiến dịch.
Để nâng cao hiệu quả cứu kéo trong chiến tranh hiện đại, cần tập trung cải tiến các phương tiện cứu kéo (đầu kéo) theo hướng đa năng (cẩu, nâng, dắt), gọn nhẹ, cơ động, tàng hình; huấn luyện thành thạo kĩ năng sử dụng phương tiện cứu kéo trong điều kiện tác chiến ác liệt cho lực lượng chuyên trách.